# Yo Gabba Gabba!
Pour les articles homonymes, voir Gabba.
Yo Gabba Gabba! est une série télévisée américaine pour enfants en 66 épisodes de 53 minutes diffusée entre le 20 août 2007 et le 12 novembre 2015 sur Nick Jr. aux États-Unis et en Europe, ainsi que sur Treehouse TV au Canada et sur RTÉjr en Irlande. En France, cette émission est diffusée sur TiJi. Créée par Christian Jacobs (chanteur du groupe Aquabats) et Scott Schultz, l'émission est produite par The Magic Store Productions et WildBrain. La série débute en avant-première le 20 août 2007 dans le programme Nick Jr. et est diffusée le 23 février 2008 sur Noggin, actuellement Nick Jr.. Le 30 avril 2008, l'émission est nommée au Daytime Emmy.
Au Québec, la série est diffusée à partir de décembre 2015 sur Télémagino. En France, la série a été diffusée sur Tiji le 16 décembre 2010 et Gulli.

## Description
Des célébrités font leur apparition dans l'émission comme Elijah Wood, The Killers, Enon, The Clientele, Jimmy Eat World, Solange Knowles, Taking Back Sunday, Datarock, The Aquabats, Devo, Joy Zipper, Of Montreal, Chromeo, My Chemical Romance, Weezer, Hot Hot Heat, The Faint, The Roots, Mates of State, MGMT, Jack Black et The Ting Tings. Parmi les séquences variées d'animation durant l'émission est incluse Super Martian Robot Girl, créée par Evan Dorkin et Sarah Dyer.
Dans une partie de l'émission, des marionnettes sont mises en avant.

## Histoire
Contrairement aux autres émissions pour enfants, le développement de Yo Gabba Gabba! ne s'est pas effectuée dans une compagnie de télévision. En réalité, l'émission a été indépendamment développée par deux papas originaires du Sud de la Californie sans aucune expérience professionnelle dans la télévision. Tous deux partageant le même avis négatif concernant les émissions pour enfants, ils décident de créer leur propre émission de divertissement dans laquelle des célébrités feraient leur apparition. Auparavant, les deux amis débutaient dès leur adolescence avec des vidéos de skateboarding. Par la suite, Jacobs (également connu sous le nom de MCBC du groupe The Aquabats) et Schultz décident de créer quelque chose de différent.
En 1999, désormais devenus parents, les deux amis partagent leurs idées pour la conception d'une nouvelle émission pour enfants. Ils créent alors leur tout premier épisode financé par quelques amis et membres de leurs familles. Ce premier épisode de Yo Gabba Gabba n'attire pas grand monde jusqu'à ce que la vidéo soit mise en ligne sur Internet. Elle aurait été visionnée par Jared Hess, réalisateur de Napoleon Dynamite et Nacho Libre, qui aurait par la suite téléphoné à Brown Johnson, la vice-présidente exécutive de Nickelodeon Preschool pour lui demander de visionner cette vidéo. Plus tard, Yo Gabba Gabba obtient finalement sa place sur la chaîne Nickelodeon le 20 août 2007.

## Casting
- DJ Lance Rock – Lance Robertson ((VF : Bruno Mullenaerts))
- Muno – Josh Bally / David Crespin; voix de Adam Deibert ((VF : Gauthier de Fauconval))
- Foofa – Emma Jacobs ((VF : Fanny Roy))
- Brobee – Erin et Tara Pearce; voix de Amos Watene ((VF : Patrick Waleffe))
- Toodee – Melissa Rossiter / Charme Morales; voix de Erin Pearce ((VF : Mélanie Dermont))
- Plex – Lindsay Kraus / Amos Watene; voix de Christian Jacobs ((VF : Emmanuel Dekoninck))

## Accueil
L'émission est nommée pour le Daytime Emmy de 2008 et 2009 pour meilleur design de costume. James Poniewozik du magazine Time nomme Yo Gabba Gabba! dans le top 10 des meilleures nouvelles séries de 2007, et l'émission est classée à la huitième place. En novembre 2008, l'équipe de production est récompensée d'un BAFTA Children's Award, International. L'émission s'est également popularisée parmi les jeunes adultes grâce à l'apparition des célébrités.